# 长乐镇 (嵊州市)
长乐镇位于中国浙江省嵊州市西部，西邻东阳市与诸暨市，北临通源乡、石璜镇，东邻甘霖镇、里南乡，南邻贵门乡。该镇面积204平方公里，辖126个行政村，2个居委会，总人口73382人。该镇为中国全国重点镇。
“长乐”一名取自“知足常乐”之义。2001年12月，长乐镇、开元镇、绿溪乡合并为长乐镇。
该镇有长乐钱氏大新屋、马面缸窑背窑址、沃基浙江省工委驻地等人文遗迹。
著名人物有越剧演员筱丹桂、周宝奎、钱爱玉，乐师邢雪琴，戏剧导演邢胜奎等。

## 行政区划
现辖：
长乐社区、开元社区、下曹村、长乐一村、长乐三村、长乐五村、坎一村、上南庄村、下南庄村、小昆村、大昆村、开元一村、开元四村、雅张村、郯城村、珠溪村、长乐二村、南山湖村、长乐四村、长乐六村、福全村、三阳村、尤家村、石岭村、太平村、坎二村、沃基村、石砩村、西园村、寺西苑村、水口村、蓬瑠村、孔村、开元二村、开元三村、开元五村、剡源村、四联村、山口村、留公田村、联塘村、山贝村、岭丰村、新安村、水竹村、高远村、周桥村、东园村和胡双村。